# 세성교통
세성교통은 부산광역시 서구 서대신동에 본사를 두고 있는 마을버스 운송 업체이다. 대표는 박종환이다. 서구, 부산진구, 해운대구지역의 노선을 맡고 운영하고 있었다.

## 역사
- 1990년 : 회사설립

## 차고지
- 부산광역시 서구 해돋이로 382 (서대신동2가) (본점 주소)

## 노선 목록
- 서구3번 : 구덕운동장-서대신역-부산위생병원-자유아파트-민들레맨션- 서대신동안동네(대티고개)-부민석유 - 부민동대림아파트 -부산서교회-아미파출소(아미동부산은행)- 아미동(아미시장, 부산대학교병원)-토성역-부산방사선과앞 - 충무동시장 - 서구청(서구청환승정류장)
- 서구3-1번 : 구덕운동장-서대신역-부산위생병원-서대신동안동네(대티고개)-부민석유 - 부민동대림아파트 -부산서교회-아미파출소(아미동부산은행)- 아미동(아미시장, 부산대학교병원)-토성역-부산방사선과앞 - 충무동시장 - 서구청(서구청환승정류장)

- 부산진13번 : 화인아파트101동종점(하나로교회)-부산은행-화인아파트 -고성아구찜-현대아파트106동- 양정1동주민센터 -현대아파트113동-205동-209동- 현대아파트213동 - 대원칸타빌 -송상현광장-부전역-부전시장(부전역)-항도중학교-송상현광장-대원칸타빌-현대아파트213동-209동-205동-113동-양정1동주민센터-현대아파트106동-고성아구찜-화인아파트102동-화인아파트104동.청구아파트-화인아파트101동종점(하나로교회)

## 미운행 노선
아래 노선은 신규 법인 삼강버스로 이관되었다.
- 해운대10번 : 대우상록아파트 - 서전학원(새마을금고) - 장산역 - 현대아파트 -SK뷰아파트-경남선경아파트- 우성빌라-추리문학관-힐사이드슈퍼-코끼리부동산-주공아파트입구 - 성심병원 - 해운대구청(해운대시장) - 해운대전화국(스펀지)-해운대시장-금수복국-해운대온천사거리-송도탕
- 해운대2번 : 청사포 - 경남선경아파트 - 상록아파트 -장산역 - 현대아파트 - 해운대보건소 - 동백중학교 - 성심병원 - 해운대구청(해운대시장) - 해운대전화국(스펀지)